# Нова стварност (архитектура)
Као нова стварност , обележава се архитектура, као и литература и уопште уметност које се од експресионизма 1920-их године као послератна архитектура развијала и која је постала касније позната као Баухаус односно архитектура Баухауса.

## Појам
Појам нова стварност везана је за Немачку, са оснивањем Дојчер веркбунда у Немачкој 1907. године појавили су се и били су публиковани појмови као Sachlichkeit (објективност), Zweckhaftigkeit (сврсисходност) ,Moderner Zweckstil (модерни сврсисходни стил) и Industrial Design (индустријски дизајн) и били су упућене све широј публици у Немачкој.

## Зграде
У нову стварност спадају многобројне зграде и пројекти архитеката Бруно Таута или Лудвиг Мис ван дер Роеа из прве половине 1920-их година. Ка најзначајнијим пропагандистичарима преласка од експресионизма ка новој стварности или тзв. рационализму припада критичар Адолф Бене са његовим текстом из 1925. године Der moderne Zweckbau (Модерна сврсисходна градња).
Нова стварност завршава се у Немачкој са преузимањем моћи од стране нациста и њиховом одговарајућом културном политиком која је између осталог довела до затварања Баухауса и емиграције многих заступника ове уметности у САД.

## Препоручена литература
- -{Architektur 1900–1929 in Deutschland. Reprint der vier blauen Bücher: „Bauten der Arbeit und des Verkehrs“, 3. und letzte Auflage 1929, „Wohnbauten und Siedlungen“, 3. und letzte Auflage 1929, „Bauten der Gemeinschaft“, 3. und letzte Auflage 1929, „Die deutsche Wohnung der Gegenwart“, 4. und letzte Auflage 1932. Im Anhang: Text der Erstausgabe von Walter Müller-Wulckow: „Bauten der Arbeit“, 1925 u. a. Neu herausgegeen von Hans-Curt Köster. Langewiesche, Königstein im Taunus. 1999.  978-3-7845-8041-8.
- Sabina Becker: Neue Sachlichkeit. 2 Bände (Bd. 1: Die Ästhetik der neusachlichen Literatur (1920–1933). Bd. 2: Quellen und Dokumente.). Böhlau, Köln u. a. 2000.  978-3-412-15699-2. (Zugleich: Saarbrücken, Univ., Habil.-Schr., 1997).}-